# サリュート1号

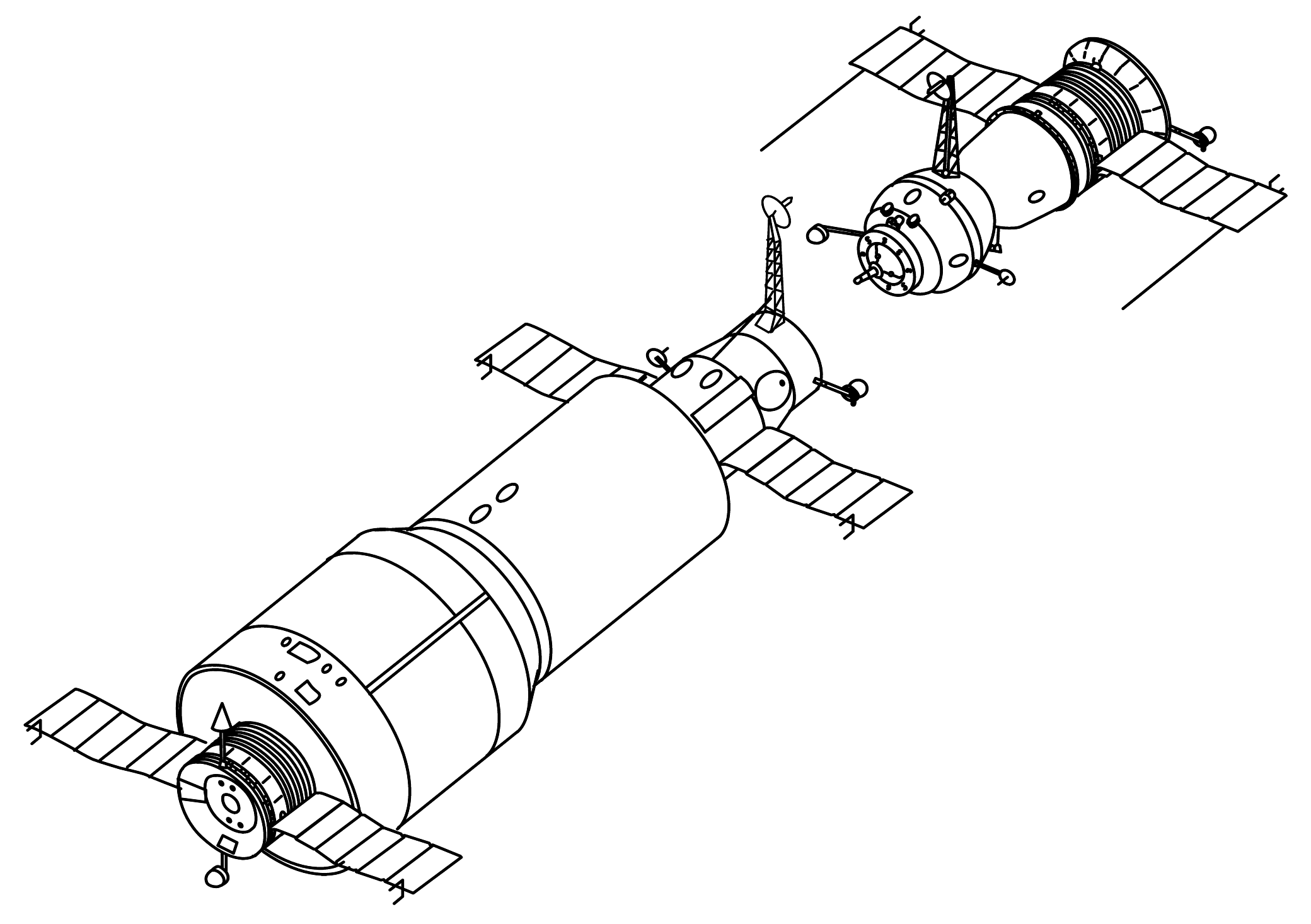
サリュート1号とソユーズ。

サリュート1号（ロシア語: Салют-1、ラテン文字表記の例：Salyut 1）は1971年4月19日にソビエト連邦によって打ち上げられた世界初の宇宙ステーションである。ソユーズ10号の失敗の後、ソユーズ11号によって3人の宇宙飛行士が訪れ、3週間の滞在の間に各種の実験・観測や、無重力環境が人体に与える影響の調査が行われた。しかし帰還中の事故により3人の命は失われ、その後の有人飛行は中止された。ステーションは無人のまま軌道上にとどまり、同年10月11日に大気圏に突入して廃棄された。ロシア語でサリュート(салют)は「敬礼」を意味する。

## 設計
サリュートには非軍事目的のDOSと軍事目的のアルマース（OPS）の2つの型式があった。サリュート1号はDOSステーションで、表向きには非軍事用だったが、実際には軍事的な任務も行った。
サリュート1号は、元々は第52設計局 (OKB-52) を統括するウラジミール・チェロメイがアルマースとして開発を進めていた。しかし、宇宙ステーションの完成を急ぐ政府の意向により、ヴァシーリー・ミシン率いる第1設計局(OKB-1)が途中から開発に参加し、DOSステーションとして建造が進められた。
サリュート1号は太さの異なる円筒が連なった形をしていた。長さは13mで、最大直径は4mだった。与圧区画の体積は99m3、質量は18トンに達した。電力供給用の太陽電池パネルはソユーズ宇宙船から流用したものを4枚用いた。
ステーションは4つの区画から構成されていた。ソユーズとのドッキングに使用される移乗区画・生活や実験の場である主要区画・生命維持装置などのステーションの機能を支える装置を載せた補助区画・ステーションの軌道を保持するための機関区画であった。機関区画はソユーズ宇宙船のサービスモジュールと共通の設計になっていた。
サリュート1号に搭載された主要な装置として、オリオン1宇宙天文台と呼ばれるものがあった。オリオン1は主鏡直径28cmの紫外線望遠鏡を中心とした天体観測装置で、200-380ナノメートル (nm) の波長領域のスペクトルを5nmの解像度で得ることができた。

## 運用
サリュート1号は、1971年4月19日にバイコヌール宇宙基地からプロトン8K82Kロケットを使用して打ち上げられた。軌道投入は予定通りに進んだが、科学機器ベイを覆うカバーが分離できず、計画されていた観測の一部が行えなくなった。しかし、ソユーズによる滞在員の打ち上げは当初の計画通りに行うことになった。

### ソユーズ10号
4月22日、宇宙ステーションへ宇宙飛行士3人を送り届けるためにソユーズ10号が打ち上げられた。4月23日、ソユーズはサリュート1号とのドッキングを試みた。途中で自動装置が故障したため、手動操作による接近が行われた。ソフトドッキング（完全な結合の前段階として宇宙船を固定すること）に成功したものの、完全なドッキングには失敗し、宇宙飛行士がステーションに移乗することはできなかった。5時間30分後、ソユーズはサリュート1号から離れ、24日に地上に帰還した。

### ソユーズ11号
6月6日、3人の飛行士を乗せたソユーズ11号が打ち上げられ、6月7日にサリュート1号とドッキングした。乗員がステーション内に入ると煙の臭いが充満していた。空気が浄化されるまでの間、宇宙飛行士はソユーズで睡眠をとった。8日にソユーズは待機モードに移され、本格的なステーションの運用が始まった。地上では、世界初の宇宙ステーションの運用開始として大々的に報じられた。
ソユーズ11号の乗員は宇宙ステーションの姿勢制御や軌道変更を行った。カバーの分離に失敗したために一部の観測はできなかったが、それ以外の実験は比較的順調に進んだ。オリオン1の紫外線望遠鏡によってシリウスとケンタウルス座β星の紫外線スペクトルが測定され、地球表面や大気圏の観測も行われた。長期の宇宙滞在が人体に与える影響を調べることも、重要な任務の一つだった。
6月29日、23日間の滞在を終えた3人はソユーズ11号に乗ってサリュートから離れ、6月30日に地上に帰還した。しかし、乗員はカプセル内で遺体となって発見された。調査の結果、大気圏突入直前にカプセルの空気が抜けていたことが判明した。

### ソユーズ12号
ソユーズ12号はサリュート1号とドッキングする計画だったが、11号の事故を受けて中止された。実際のソユーズ12号は、安全性を改善した新型ソユーズのテスト飛行として打ち上げられた。

### 再突入
無人となったステーションは設計寿命の3か月を過ぎても運用された。推進剤の消費量や空力特性のデータが集められ、以後の参考になった。1971年7月・8月には、空気抵抗による落下を防ぐ目的でより高い軌道へ移動するためのエンジン噴射が行われたが、同年10月に電子機器が故障し、大気圏に安全に突入できなくなる恐れが生じたため、10月11日に軌道修正を行って太平洋上の大気圏に突入した。